# D-Beam
D-Beam – bezprzewodowy kontroler na podczerwień, instalowany przez firmę Roland w wybranych modelach swoich syntezatorów.
Urządzenie to umożliwia sterowanie parametrami wcześniej zdefiniowanych efektów lub brzmienia, poprzez odpowiednie ruchy dłoni nad czujnikiem kontrolera. Informacje generowane przez D-Beam mogą być przekazywane przez interfejs MIDI. Po raz pierwszy został on zaprezentowany w 1998 r. w modelu MC-505.

## Instrumenty wyposażone w D-Beam
- Roland EG-101
- Roland Fantom-X
- Roland Juno-D
- Roland Juno-G
- Roland Stage
- Roland MC-505
- Roland MC-808
- Roland MC-909
- Roland SH-201
- Roland SP-555
- Roland SP-808
- Roland EM-2000
- Roland EM-50
- Roland EM-55
- Roland VA-3
- Roland VA-7/76
- Roland VR-760
- Roland RS-50
- Roland RS-70
- Roland DisCover 5
- Roland V-Synth
- Roland Fantom
- Roland GW-7
- Roland GW-8
- Roland SH-01 Gaia